# اچ‌ام‌اس ام۲
اچ‌ام‌اس ام۲ (به انگلیسی: HMS M2) یک زیردریایی بود که طول آن ۲۹۵ فوت ۹ اینچ (۹۰٫۱۴ متر) بود. این زیردریایی در سال ۱۹۱۹ ساخته شد.